# المنظمة الأوروبية لعلم الأحياء الجزيئي
المنظمة الأوروبية لعلم الأحياء الجزيئي (EMBO) هي منظمة مهنية غير ربحية، كانت تضم في عام 2020 أكثر من 1800 عالم. هدفها هو تعزيز البحث في علوم الحياة وتمكين التبادل الدولي بين العلماء. تنظم دورات وورش عمل ومؤتمرات، وتنشر مجلات علمية، وتدعم العلماء والمشاريع الفردية. تأسست المنظمة في عام 1964، وهي عضو مؤسس في مبادرة العلوم في أوروبا. في عام 2020، كانت ماريا ليبتين، عالمة الأحياء التطورية من جامعة كولونيا في ألمانيا، تتولى إدارة المنظمة.

## المؤتمرات والمجلات
تُقيم المنظمة أكثر من تسعين اجتماعًا سنويًا، حيث تجذب أكثر من اثنى عشر ألف مشارك كل عام. كما تنشر خمس مجلات علمية تخضع لمراجعة الخبراء، وهي: مجلة EMBO العلمية، تقارير EMBO، بيولوجيا الأنظمة الجزيئية، الطب الجزيئي EMBO، وتحالف علوم الحياة.

## التاريخ
تأسست المنظمة الأوروبية لعلم الأحياء الجزيئي (EMBO) رسميًا في يوليو عام 1964، بعد أن ناقش مجموعة من علماء الأحياء الأوروبيين الفكرة مسبقًا في اجتماع عُقد في مدينة رافيلو. في ذلك الاجتماع، حُددت الأهداف الأولية للمنظمة، والتي تمثلت في إنشاء مختبر أوروبي مركزي لعلوم الحياة، وتعزيز التفاعل العلمي بين الباحثين في أوروبا. وفي نفس اللقاء في رافيلو، انتخب ماكس بيروتز كأول رئيس للمنظمة، وجون كيندرو أمينًا عامًا.
في البداية، اختير 140 عالم أحياء كأعضاء مؤسسين، وفي عام 1969 تم إنشاء المؤتمر الأوروبي لعلم الأحياء الجزيئي كهيئة سياسية، وكان يضم في ذلك الوقت 14 دولة. منذ عام 1964، يتم انتخاب العلماء الأعضاء سنويًا بناءً على التميّز في البحث العلمي. وبحلول عام 2020، كان هناك أكثر من 1800 عضو، من بينهم 88 حائزًا على جائزة نوبل. ومنذ عام 2018، تضم المنظمة 30 دولة عضوًا، بالإضافة إلى دولتين عضوين مشاركين (الهند وسنغافورة)، وشريكين في التعاون (تشيلي عبر المجلس الوطني للعلوم والتكنولوجيا CONICYT، وتايوان من خلال وزارة العلوم والتكنولوجيا والأكاديمية السينيكا).
تميّزت مسيرة المنظمة بإطلاق أول مجلة علمية لها، مجلة EMBO العلمية، في عام 1982. وفي عام 1986، أسست ميدالية EMBO الذهبية كجائزة سنوية تُمنح للعلماء الشباب المتميزين. وفي عام 2000، أطلقت برنامج الباحثين الشباب، الذي يقدّم منحًا للأساتذة الجامعيين في بداية مسيرتهم الأكاديمية. وفي السنوات التالية، أُطلقت ثلاث مجلات علمية أخرى: تقارير EMBO، بيولوجيا الأنظمة الجزيئية، والطب الجزيئي EMBO. وفي عام 2009، عينت ماريا ليبتين كخامس مديرة للمنظمة.
ومن من بين المنظمات التابعة لـ EMBO، والتي تعمل بشكل رئيسي ضمن منطقة البحث الأوروبية (ERA) هي
- مختبر علم الأحياء الجزيئي الأوروبي (EMBL).
- اتحاد الجمعيات الأوروبية للكيمياء الحيوية (FEBS).